# Дерев'яго Артем Юрійович
Артем Юрійович Дерев'яго (нар. 26 жовтня 1999) — український футболіст, півзахисник «Оболонь-Бровара».

## Життєпис
Вихованець київського «Арсеналу», перший тренер — Андрій Литвин. Влітку 2012 року побував в юнацькому лагері «Мілану», проте до структури італійського гранда так і не потрапив. У першій частині 2016/17 років виступав за «Арсенал U-19» в юніорському чемпіонаті України (5 матчів). Під час зимової перерви сезону 2016/17 років приєднався до «Олександрії», проте знову тренувався з командою U-19, у футболці якої провів 1 поєдинок.
Під час зимової перерви сезону 2018/19 років приєднався до «Оболонь-Бровара». У футболці «пивоварів» дебютував 12 квітня 2019 року в програному (2:4) домашньому поєдинку 22-о туру Першої ліги проти луцької «Волині». Дерев'яго вийшов на поле на 82-й хвилині, замінивши Олександра Гуськова. Той матч виявився єдиним для Артема в першій команді. Сезон 2019/20 років розпочав у сладі «Оболоні-Бровар-2». Станом на 14 листопада 2019 року зіграв 14 матчів та відзначився 1 голом у Другій лізі чемпіонату України.